# La fuerza del destino
La fuerza del destino (no Brasil: A Força do Destino) é uma telenovela mexicana produzida por Rosy Ocampo para a Televisa e exibida pelo Canal de las Estrellas entre 14 de março a 31 de julho de 2011, substituindo Cuando me enamoro e sendo substituída por La que no podía amar. 
A Trama é protagonizada por David Zepeda e Sandra Echeverría. Com atuações estrelares de Gabriel Soto, Delia Casanova, Leticia Perdigón, Marcelo Córdoba e o primeiro ator Pedro Armendáriz Jr. e antagonizada por Laisha Wilkins, Rosa María Bianchi, Juan Ferrara e Ferdinando Valencia.

## Sinopse
(1° Fase)
Iván (David Zepeda) é um menino de 14 anos que retorna junto com sua mãe, Alicia (Leticia Calderón), à sua terra natal: Álamos, no estado de Sonora. Ao chegar na cidade, Alicia vai à casa dos Curiel e conta para Carlota (Delia Casanova), viúva de Teodoro Curiel, que é filha bastarda de seu falecido marido. Para não deixá-la desamparada, Carlota lhe oferece o trabalho de cozinheira em sua casa e passa a bancar os estudos de Iván.
Na casa de Dona Carlota, vivem sua filha Lucrécia (Rosa María Bianchi), seu genro Gerardo (Alejandro Tommasi) e suas duas netas: a adolescente Maripaz (Ilse Zamarripa) e a pequena Lucía (Marilyz León). Na cidade também vive Juan Jaime Mondragón (Juan Ferrara), um rico e influente agricultor da região e pai de Iván, mas não o assume. Machista e elitista que é, não quer perder seu prestígio social reconhecendo um filho bastardo e passa a ameaçar Alicia.
Na casa dos Lomelí Curiel, Iván se dispõe a ajudar em tudo o que pode, sempre focado nos estudos. O menino também cria um vínculo muito carinhoso com Lúcia, crescendo juntos. Passam-se uns anos e Iván (David Zepeda), ao completar 19 anos, se sente atraído por Maripaz (Laisha Wilkins), agora com 18, que retornou depois de haver estudado no exterior. Ela, frívola e caprichosa, decide seduzí-lo para divertir-se e, sem medir as consequências, engravida dele.
O escândalo na família é enorme, ao grau que Lucrécia, uma mulher obcecada pelas aparências, afasta suas filhas e Dona Carlota de Álamos, para que Maripaz dê a luz sem que ninguém saiba e, ainda, ordena que Iván seja espancado para intimidá-lo. O jovem é abordado, desnorteado na rua, e apanha muito dos capangas de Lucrécia. Durante a luta, aparecem Antolín (Marcelo Córdoba) e Camilo (Gabriel Soto), amigos de Iván, que tentam salvá-lo. Antolín dá uma punhalada em um dos homens, que morre no local e faz o mocinho acreditar que ele é o responsável. Um pouco antes da surra, Iván havia presenciado a morte da mãe na casa de sua madrinha Arcélia (Letícia Perdigón), pois Alicia estava grávida de Gerardo, com quem estava vivendo um romance secreto há algum tempo, e, para não preocupá-lo mais, decide recorrer a um aborto mal sucedido.
No hospital, dolorido e confuso, pensa que os responsáveis do falecimento de sua mãe são Lucrecia e o poderoso Juan Jaime Mondragón, além de ser influenciado por Antolín a sair do país, para evitar a prisão pela morte de um de seus agressores; com tudo contra ele e nada mais que perder, decide, cheio de raiva e impotência, cruzar ilegalmente a fronteira até os Estados Unidos.
Assim que chega em Los Angeles, na Califórnia, ele começa a trabalhar limpando o chão de um restaurante. Porém logo é demitido. Um certo dia, durante um assalto, ele conhece Anthony McGuire (Pedro Armendáriz Jr.), um homem rico e viúvo, que vive sozinho. Iván lhe conta toda sua história e o senhor Anthony decide adotá-lo como filho e fazê-lo crescer na vida. Enquanto no México, Maripaz dá a luz ao seu filho e a intenção de Lucrécia é entregá-lo a adoção, mesmo contra vontade de Carlota e Lúcia. Gerardo, no entanto, recém divorciado de Lucrécia, decide raptar o bebê para evitar que ele caia em mãos desconhecidas e foge com a criança para criá-la.

(2° Fase)
Alguns anos depois, motivado por Anthony, Iván está pronto para regressar a Álamos (México), não somente para fazer negócios agora que é o principal representante das empresas de Anthony, mas também para enfrentar os fantasmas do seu passado e saber do paradeiro de seu filho.
Muitas são as intrigas e as surpresas que Iván descobrirá quando voltar a Sonora; entre elas que o filho que concebeu com Maripaz desapareceu misteriosamente no mesmo dia em que nasceu (ninguém desconfia de Gerardo). Ele também descobre que Lucía (Sandra Echeverría), a irmã mais nova de Maripaz, uma jovem psicóloga cheia de virtudes, o ama em segredo desde que era uma criança; algo que ele nunca imaginou. Lucía decide ajudar Iván na busca pelo filho, e essa aproximação dos dois, faz com que Iván aos poucos corresponda ao amor de Lucía. Os dois começam a namorar, o que causa discórdia com Maripaz, que mesmo casada com David (Jauma Mateu), filho de Juan Jaime, continua apaixonada por Iván e causa intriga para separá-los. O ódio que Iván sentia vai se esvaindo aos poucos, ao descobrir que não foi Juan Jaime o culpado pela morte de sua mãe e renunciar a sua vingança das senhoras Curiel em razão do amor que sente por Lucía, restando apenas um confronto com Maripaz.
Enquanto isso, Iván conhece Alex (Diego Velázquez), o menino que foi criado por Gerardo e por sua cunhada Carolina (Kika Edgar). Todos pensam que  Alex é filho de Gerardo. Por isso o garoto cresce pensando que Gerardo é seu pai. Assim que Iván desconfia que Alex pode ser seu filho, ele começa a pressionar Gerardo. Para isso, ele conta com a ajuda de Lucía. Gerardo acaba cedendo a pressão e confirma que Iván é o pai de Alex.
Temendo que Iván tire Alex dela, Carolina, com ajuda de Antolín, leva o garoto pra bem longe. Além disso começa a encher a cabeça de Alex de coisas negativas sobre Iván, fazendo o garoto ficar com medo do próprio pai. Com a ajuda de Lucía, o garoto começa a pensar diferente.
Maripaz também descobre que Alex é seu filho desaparecido. Em um ato malicioso, ela aparece na casa de Gerardo e diz a Alex que ela é sua mãe e que Ivan é seu pai. Assim, o garoto fica sabendo da verdade da pior forma. Ela também decide disputar, na justiça, com Ivan a guarda do garoto, para poder desfrutar da pensão que Ivan pagaria a eles. Porém Maripaz diz a Ivan que abriria mão da guarda de Alex se ele se casasse com ela. Ivan, de imediato, não aceita esta condição. O juiz dá a guarda de Alex para Maripaz. Ivan, desesperado, e para não se separar do seu filho mais uma vez, se casa com Maripaz, mesmo a odiando, e deixa Lucía arrasada. Depois do casamento, eles vão morar em Los Angeles.
Um tempo depois, Lucía descobre que está grávida. Para não criar um filho sem pai e não causar mais outro escândalo na família, ela se casa com Camilo.
Em Los Angeles, Maripaz trai Ivan com o marido da sua amiga. Ivan descobre e se divorcia dela. Porém, para não ficar longe de Alex, ele tenta novamente ganhar a guarda dele. Dessa vez, a juíza não se deixa levar pelas mentiras de Maripaz e dá a guarda de Alex para Ivan. Logo após, eles voltam pra Sonora. Isso faz com que Camilo sinta ciúmes de Lucía, que passa a controlá-la e se torna agressivo com ela. Assim nasce uma rivalidade entre aqueles que eram amigos de toda a vida.
Maripaz começa a seduzir Camilo, que acaba cedendo às suas investidas. Lucia descobre o caso deles e pede o divórcio. Camilo se nega a dar o divórcio, e diz que caso Lucía se divorcie dele, ele irá pedir a guarda de Pérola, sua filha.
Desfecho:
(Desfecho:)
A mando de Saúl, alguns bandidos sequestram Lucrécia. No momento em que ela estava sendo levada, Gerardo aparece e um dos bandidos lhe dá um tiro. Ele morre no hospital. Antolín, que se apaixona por Carolina no decorrer da trama, desiste da sua vida de crimes e golpes para se casar com a amada.
Lucía consegue se divorciar de Camilo, mas o teste de DNA, que confirmaria que Iván é pai de Pérola, dá negativo. Arrasados, eles acreditam que houve um erro no teste e o fazem novamente. O resultado do segundo teste também dá negativo. Lucía se desespera, pois não sabe quem é o pai de Pérola. 
Berenice, a melhor amiga de Lucía, a aconselha a fazer algumas sessões de hipnose, para tentar se lembrar de algo. Em uma das sessões, Lucía consegue se lembrar que foi violentada por Saúl enquanto estava dopada e, consequentemente, ele é o pai de Pérola. Todos se surpreendem com esse ato inescrupuloso de Saúl, e até seu pai Juan Jaime repudia sua atitude e o expulsa de casa. Ivan e Antolín prometem se vingar de Saúl. Com medo, ele foge pra longe. 
Lucrécia descobre que tem insuficiência renal crônica, e que, para se sentir melhor, terá que enfrentar o tratamento de hemodiálise. Cansada de enfrentar tantas sessões, ela decide optar pelo transplante de rim. Para surpresa de todos, a única compatível é Maripaz, que, para conquistar o orgulho de Lucrécia, decide doar um rim para a mãe. Antes da operação, Alex visita Maripaz e a chama de 'mãe' pela primeira vez. Durante a cirurgia, a vilã morre em decorrência de uma hemorragia. 
Na cidade de Hermosillo, Saúl está sedento de vingança e manda Miguel "O gordo" sequestrar Alex. Vestido de palhaço e armado, Miguel invade a casa de Carolina e sequestra Alex. A partir dai, os bandidos começam a fazer contato e pedem cinco milhões pelo resgate do garoto, com entrega do dinheiro em um determinado local. Sem saída, Ivan aceita o acordo e vai em busca do filho. Camilo o segue. Porém, por meio de pesquisas, Antolín e Anthony conseguem descobrir o local do cativeiro e vão até ele. Eles conseguem chegar primeiro do que Ivan e libertam Alex. Porém, eles não conseguem fazer contato com Ivan, para avisar-lhe sobre o resgate de Alex.  Ivan chega ao local com o dinheiro e é surpreendido por Miguel, que lhe dá um tiro. Logo em seguida, Camilo reaparece e dá um tiro em Miguel, que morre na hora. Porém, o terceiro sequestrador aparece, dá um tiro em Camilo e foge com o dinheiro do resgate. Camilo e Ivan são encontrados por uma curandeira da região, que começa a cuidar deles para que possam voltar a viver. Após alguns dias de busca, eles são resgatados, Camilo fica entre a vida e a morte, porém sobrevive e recupera sua leal amizade com Iván. Saúl, o causador de todo esse problema, é preso. Um tempo depois, se suicida dentro da cela. Lucrécia, arrependida, abandona sua personalidade egocêntrica e autoritária, consegue o perdão de sua família e passa a dedicar seu tempo aos netos. Juan Jaime, debilitado de saúde, consegue o perdão de Iván, mas acaba em completa solidão, posto que seus filhos e, até mesmo, sua submissa esposa Ester (Lucero Lander) lhe abandonaram. Senhor Anthony propõe uma viagem a Dona Carlota e a beija para provar que não liga para as fofocas da cidade. Ivan e Lucía, depois de todas as intrigas e provações, finalmente se casam, com a bênção de toda sua família e amigos.

## Produção
A novela teve o título provisório de 'El Desquite'.
As primeiras cenas da trama começaram a ser gravadas no dia 10 de janeiro de 2011. Já as gravações em Álamos, no estado de Sonora iniciaram-se em 10 de fevereiro de 2011.
Inicialmente, o protagonista Ivan seria interpretado por Gabriel Soto.  Porém, o personagem acabou ficando com o David Zepeda, por decisão da produtora Rosy Ocampo. Gabriel permaneceu na trama, mas com o personagem de melhor amigo do protagonista. 
A vilã Maripaz seria interpretada por Claudia Álvarez. Mas por algumas questões não esclarecidas, a atriz deixou a trama. A personagem ficou com Laisha Wilkins. 
A atriz Sandra Echeverría foi convidada por Rosy Ocampo para fazer o teste para a novela por meio de mensagens do Facebook. Ou seja, a produtora enviou uma mensagem para a atriz, via Facebook, alegando ser fã da novela El clon e a convidando para fazer o teste para protagonista. Foi a primeira atriz a ser confirmada na novela. 

## Elenco
- David Zepeda - Iván Villagómez / Ivan McGuire
- Sandra Echeverría - Lucía Lomelí Curiel de McGuire
- Gabriel Soto - Camilo Galván
- Laisha Wilkins - María Paz "Maripaz" Lomelí Curiel
- Juan Ferrara - Juan Jaime Mondragón
- Alejandro Tommasi - Gerardo Lomelí
- Pedro Armendáriz Jr. - Anthony McGuire "Tony"
- Delia Casanova - Carlota viuda de Curiel
- Rosa María Bianchi - Lucrecia Curiel
- Leticia Perdigón - Arcelia de Galván
- Kika Edgar - Carolina Muñoz
- Marcelo Córdoba - Antolín Galván
- Ferdinando Valencia - Saúl Mondragón
- Rosángela Balbó - Olga de los Santos
- Alfonso Iturralde - Silvestre Galván
- Lucero Lander - Esther Domínguez de Mondragón
- Yuliana Peniche - Carmen Galván
- Jauma Mateu - David Mondragón Domínguez
- Roxana Rojo de la Vega - Judith Mondragón Domínguez
- Ignacio Guadalupe - Benito Giménez
- Willebaldo López - Cleto
- María Prado - Gloria
- Joana Brito - María
- Fernando Robles - Leandro
- José Montini - Miguel Hernández "El Gordo"
- Ramon Valdez - Ezequiel
- Carla Cardona - Berenice Escalante
- Luis Bayardo - Juez Porfirio
- Roberto Sen - Dr. Castaño
- Jesús Moré - Engenheiro Orozco
- Diego Velázquez - Alejandro "Álex" Lomelí Muñoz / Alejandro McGuire Lomelí
- Evelyn Zavala - Alicia Mondragón Galván "Lichita"
- Marilyz - Lucía Lomelí Curiel (criança)
- Ilse Zamarripa - María Paz Lomelí Curiel (criança)
- Alfonso Gómez - Camilo Galván (criança)
- Adriano Zendejas - Iván Villagómez (criança)
- Renata Notni - Lucía Lomelí Curiel (jovem)
- Eric Díaz - Antolín Galván (jovem)
- Ignacio López Tarso - Don Severiano
- Rafael del Villar - Dr. Rubiales
- Pablo Valentín - Dr. Lara
- Héctor Sáez - Juiz
- Eduardo Liñán - Dr. José María Labastida

### Participações Especiais
- Leticia Calderón - Alicia Villagómez
- Beatriz Moreno - Estela
- Agustín Arana - Robert "Bob" Rodríguez
- Jessica Salazar - Juliette Abascal de Rodriguez
- Andrea Legarreta - Verónica Reséndiz
- Mónica Miguel - Curandeira Seri
- Antonio Medellín - Chefe Seri

## Audiência
Estreou com média de 18.7 pontos. Ao longo dos dias não conseguiu manter esses números. Sua menor audiência é de 13.7, alcançada em 10 de maio de 2011. Bateu recorde de audiência no último capítulo, alcançando 22.6 pontos. A trama teve média de 18.2 pontos. 

## Exibição

### No México
Foi reprisada pelo seu canal original de 15 de junho a 24 de agosto de 2021, em 51 capítulos, substituindo Mañana es para siempre e sendo substituída por Sortilegio, às 14h30.

### No Brasil
Foi exibida pelo canal pago TLN Network de 23 de março a 14 de agosto de 2020, substituindo Amores Verdadeiros e sendo substituída por Mariana da noite.

## Prêmios e indicações

### ACE 2012
| Categoria                | Nomeado        | Resultado |
| ------------------------ | -------------- | --------- |
| Melhor Ópera de Sabão    | Rosy Ocampo    | Venceu    |
| Melhor Atriz Coadjuvante | Delia Casanova | Venceu    |

### Premios TVyNovelas 2012
| Categoria                             | Nomeado                                                    | Resultado |
| ------------------------------------- | ---------------------------------------------------------- | --------- |
| Melhor Telenovela                     | Rosy Ocampo                                                | Venceu    |
| Melhor Atriz                          | Sandra Echeverría                                          | Venceu    |
| Melhor Ator                           | David Zepeda                                               | Indicado  |
| Melhor Atriz Antagônica               | Laisha Wilkins                                             | Indicado  |
| Melhor Ator Antagônico                | Juan Ferrara                                               | Venceu    |
| Melhor Atriz Coadjuvante              | Delia Casanova                                             | Venceu    |
| Melhor Tema Musical                   | "La Fuerza del Destino" - Sandra Echeverría e Marc Anthony | Indicado  |
| Melhor História Original ou Adaptação | María Zarattini e Claudia Velazco                          | Venceu    |